# پاوزا، فوگتلند
شهر پاوزا/فوگتلند (به آلمانی: Pausa/Vogtl.) در ایالت زاکسن در کشور آلمان واقع شده‌است.